# Blake Lively
Blake Lively (Los Angeles, Kalifornija, 25. kolovoza 1987.) je američka glumica. Najpoznatija je po ulozi Serene Van der Woodsen u teen seriji Tračerica kao i filmovima Čarobne hlače i Čarobne hlače 2.
Obitelj joj čine tata Ernie, mama Elanie, sestre Lori i Robyn, braća Jason i Eric. U srednjoj školi bila je članica navijačica, pjevala je u zboru i bila je predsjednica razreda. Još kao srednjoškolka dobila je nagradu Hollywood Life Breakthrough. Godine 2007. je maturirala i nastavila je živjeti u Los Angelesu.

## Rani život
Blake Ellender Brown rođena je u Tarzani, Los Angeles. Otac joj je glumac Ernie Lively (Ernest W. Brown), a majka Elaine (McAlpin). Nazvali su je Blake prema bratu njezine bake. Blake je odrasla u Southern Baptistu. Svi u njenoj obitelji bave se glumom. Tijekom njenog djetinjstva roditelji su je vodili sa sobom na snimanja jer je nisu htjeli ostaviti kući s dadiljom. Dok ih je gledala, Blake je rekla kako je skupila snagu i samopouzdanje za glumu.
Ali Blake nije zanimala gluma, htjela je upisati Standford Sveučilište. Dok je još bila tinejdžerka preko ljeta ju je njen brat Eric odveo na par audicija. Tako je dobila ulogu u filmu Čarobne Hlače. Snimala je film dok je još bila u srednjoj školi.

## Karijera
Blake je počela svoju glumačku karijeru s 11 godina, kad se pojavila u filmu Sandman iz 1998. godine kojeg je režirao njen otac. Opisala je ulogu kao mali dio. Pojavila se u filmu Čarobne hlače koji je napisan prema knjizi Sestre po trapericama 2005. godine kao Bridget, jedna od četiri glavne uloge. Blakeina uloga u filmu dodijelila joj je nominaciju za Teen Choice Awards 2006. godine. 
2006. godine glumila je u filmu Prihvaćeno s Justinom Longom. Glumila je i u filmu Simon Kaže te 2007. u Elvis i Anabelle. U tom filmu ona glumi djevojku oboljelu od bulimije koja se nada da će pobijediti na izboru ljepote. Blake je opisala tu ulogu kao doista tešku jer je izgubila dosta kilograma za svoju visinu. 
Blake je također glumila u TV seriji Tračerica koja je napisana prema istoimenom romanu Cecilye von Ziegesar. Serija je premijerno prikazana u rujnu 2007. godine. Glumila je Serenu van der Woodsen u tinejdžerskoj drami do 2012. Prva naslovnica joj je bila ona u Cosmogirlu 2007. 
2008. Blake je glumila u drugom dijelu Čarobnih hlača. Film je ostvario 44 milijuna dolara u kinima do studenog 2009. 2009. se pojavila u filmu New York, volim te kao Gabrielle DiMarco, taj film je drugi dio od filma Pariz, Volim te (2006.). 
Njena najbolje prihvaćena uloga je u filmu Privatni Životi Pipe Lee. U listopadu 2009., Blake je počela snimati svoje scene za ulogu Kristine Coughlin u filmu Grad lopova temeljen prema romanu Princ lopova Chucka Hogana. U filmu s njom glumi i Ben Affleck, a izašao je u SAD-u 17. rujna 2010. Glumila u filmu Bezvremenska Adaline iz 2015. godine.